# Epiechinus laceratus
Epiechinus laceratus är en skalbaggsart som beskrevs av Schmidt 1895. Epiechinus laceratus ingår i släktet Epiechinus och familjen stumpbaggar. Inga underarter finns listade i Catalogue of Life.